# La Gazette des tribunaux
La Gazette des Tribunaux est un journal français du XIXe siècle centré sur les affaires judiciaires. Créée en 1825 par Jean-Jérôme-Achille Darmaing et Jean-Baptiste-Joseph Breton, la Gazette parut jusqu'en 1915. Ce journal quotidien regroupe les débats judiciaires ainsi que les jurisprudences de la veille.
Le format du journal est organisé selon 4 rubriques récurrentes : la justice civile, la justice criminelle, les chroniques et les annonces. Le siège de la Gazette des tribunaux se situe à Paris mais le journal incorpore des affaires de l'ensemble du pays par correspondance et parfois même étrangères.
La rédaction des quotidiens du journal est confiée à des professionnels du droit tels que des avocats par exemple. Nous pouvons citer André Marie Jean Jacques Dupin.
La Gazette des tribunaux est également un support de débat autour de questions et réformes législatives. La peine de mort est de plus en plus controversée au XIXe puis au XXe siècle, jugée trop sanglante. Ce genre de débat comme celui de l'abolition ou non de la peine de mort pouvait se retrouver parmi les pages du journal.
Une autre Gazette des tribunaux existait à la fin du XVIIIe siècle en France. Ce journal est paru de novembre 1774 jusqu'en 1789.

## Organisation du journal
Un sommaire détaillé sur quelques brèves lignes précède les rubriques du périodique. Ce sommaire est composé des titres des affaires. Ces titres sont les motifs de comparution.
Sont indiqués pour les rubriques "Justice civile" et "Justice criminelle" : le lieu et la date des audiences, la présidence ainsi que les motifs de comparution.

### Justice civile
On retrouve dans cette partie les affaires concernant le tribunal civil, la Cour de cassation, la cour impériale (sous le Second Empire) et des tribunaux du commerce.
Dans cette rubrique, le journal propose des comptes-rendus des audiences, souvent de manière romancée. Le texte s'organise en paragraphes, avec parfois des citations des réponses des accusés ou des remarques de la présidence imbriquées dans la narration du journaliste. Parfois, des passages entiers de l'audience sont retranscrits sans forme de narration.

### Justice criminelle
Cette rubrique concerne particulièrement les affaires jugées à la Cour d’assises, à la chambre criminelle de la Cour de cassation. Les conseils de Guerre sont également placés dans cette partie du journal.
La forme est la même que pour la rubrique "Justice civile".

### Chroniques judiciaires
La sous-rubrique "Départements" est inscrite dans la partie des "Chroniques". Cette sous-rubrique expose des évènements juridiques et judiciaires d'importance "secondaire". Nous pouvons par exemple retrouver dans "Départements" des annonces d'exécution ou bien des rapports de journaux locaux. Le ton est très narratif dans cette partie du journal. Quant aux cas les plus importants (souvent mentionnés avec une "correspondance particulière"), ils sont mis dans l'une des deux premières catégories du journal. Il y a donc un tri effectué parmi les nouvelles.

### Annonces
Cette rubrique un peu "fourre-tout" rassemble par exemple l'état de la bourse de Paris, les ventes immobilières, les décès et inhumations, quelques publicités d'entreprises ou services, séparations, des faillites, etc.

## Historiographie
La Gazette des Tribunaux est une excellente source pour les historiens puisqu'à travers cette presse judiciaire, c'est en réalité les mœurs et manières de pensée de la société et de la justice qui sont exposées. La manière dont les affaires et les audiences sont romancées donne matière à étudier la construction du crime au XIXe siècle, soit par le biais des audiences, soit par le biais de la presse.
Certains écrivains se sont également inspirés de véritables affaires relatées dans le journal pour développer leurs personnages.
Le personnage de Julien Sorel dans le roman Le Rouge et le Noir de Stendhal est par exemple issu d'un assassin condamné à mort par la Cour d'assises de l'Isère. Stendhal avait eu connaissance de cette affaire en lisant la Gazette des tribunaux.